# Beate Hermelin
Pour les articles homonymes, voir Hermelin.
Beate Hermelin, surnommée Ati, (7 août 1919 – 14 janvier 2007) est une psychologue expérimentale née allemande, qui a travaillé au Royaume-Uni et a été pionnière dans l'étude expérimentale de l'autisme. Ses nombreuses publications scientifiques s'étalent sur cinq décennies.

## Recherche
Beate Hermelin était douée pour l'expérimentation, inspirée par les paradigmes généraux de la psychologie expérimentale. Elle les applique à des populations inhabituelles et difficiles pour permettre l'apprentissage des enfants handicapés, qui à l'époque vivaient de longs séjours dans les hôpitaux et étaient considérés comme incapables d'apprentissage. Conjointement avec Neil O'Connor, elle commence une importante série d'expériences pour élucider les cas d'autisme infantile. Un autre de leurs projets de recherche concerne des comparaisons de capacités cognitives entre individus ayant des déficiences sensorielles spécifiques, telles que le manque de vision ou d'audition. Des années plus tard, après sa retraite, Beate Hermelin a résumé ses recherches sur l'autisme savant dans une semi-biographie. 